# Zbyny
Zbyny (německy Binai) jsou malá vesnice a část města Doksy v okrese Česká Lípa. Nachází se při severovýchodním úpatí Zbynského vrchu (390 m), asi tři kilometry jihozápadně od Doks. Severní okraj vsi protíná silnice II/270, spojující města Doksy a Dubá. Zbyny jsou také název katastrálního území o rozloze 3,04 km².

## Název
Název vesnice je odvozen ze jména Zbyny nebo Zbyně ve významu ves lidí Zbynových. V písemných pramenech se název objevuje ve tvarech: Zbyni (1292), Zbynie (1454), „we Zbinnem“ (1553), „dílem vsi Zbiny (Zbiné)“ (1622), Binaý (1654), Binay (1720, 1834), Zbiny nebo Binay (1848) a úředně Zbyny a Binay (1854).

## Historie
První písemná zmínka o vesnici pochází z roku 1292. V letech 1938 až 1945 byla v důsledku uzavření Mnichovské dohody přičleněna k nacistickému Německu. Do  roku 1980 byly Zbyny samostatnou obcí, od 1. července 1980 jsou částí města Doksy.

## Obyvatelstvo
Při sčítání lidu v roce 1921 ve vsi žilo 210 obyvatel (z toho 103 mužů), z nichž byli tři Čechoslováci a 207 Němců. Kromě dvou evangelíků se hlásili k římskokatolické církvi. Podle sčítání lidu z roku 1930 měla vesnice 234 obyvatel: tři Čechoslováky, 230 Němců a jednoho cizince. Jeden člověk byl členem evangelických církví, jeden patřil k nezjišťovaným církvím a ostatní byli římskými katolíky.

## Pamětihodnosti

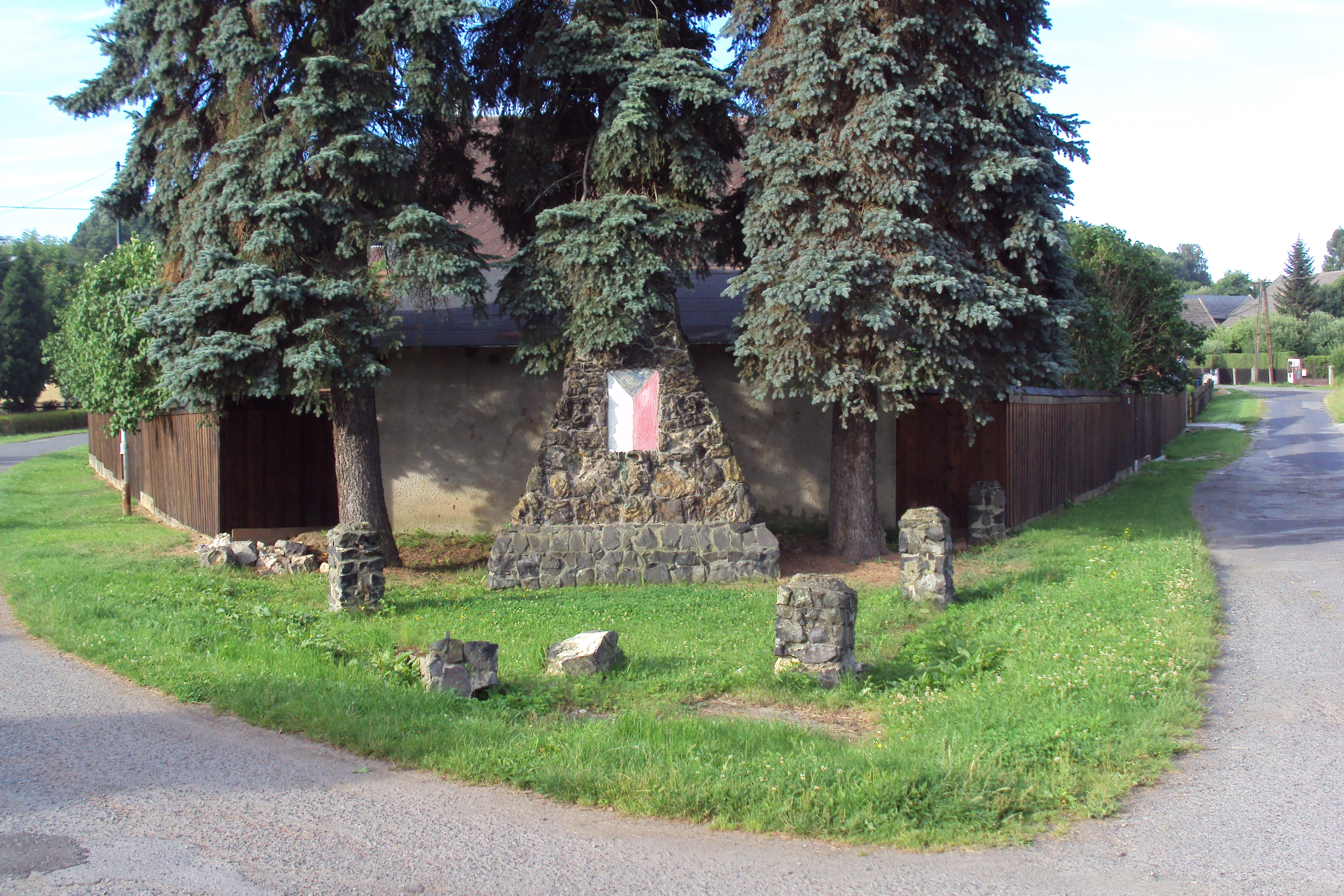
Pomník

- Sloupková boží muka, v poli asi 600 metrů západně od vsi
- Kříž na kamenném podstavci, asi jeden kilometr západně od vesnice, u odbočky polní cesty na Korce ze silnice do Vrchovan